# Атеїзм в Казахстані
Атеїзм в Казахстані — сукупність громадян і неформальних об'єднань, які усвідомлюють себе нерелігійними. Згідно з Конституцією країни, Казахстан є світською державою, де релігія відокремлена від держави.

## Сучасний стан
Також за розпалювання міжрелігійної ворожнечі був заарештований журналіст і правозахисник з Ріддера Олександр Харламов. Його звинувачують у тому, що він у своїх публікаціях про християнство і про різні релігійні течії займався пропагандою атеїзму, чим образив почуття віруючих.
Депутат Меджлісу Парламенту Жуматай Алієв пропонував нарівні з релігіознавством викладати і атеїзм.
З політичних партій Казахстану на позиціях атеїзму і атеїстичної пропаганди гідно представлена в парламенті Комуністична народна партія Казахстану. В її програмі сказано: «комуністи виступають за визнання свободи совісті, право сповідувати будь-яку релігію або не сповідувати ніякої, за відокремлення церкви і мечеті від держави, а школи від церкви і мечеті. При цьому комуністи ведуть широку атеїстичну пропаганду, уникаючи принижень образи почуттів віруючих у будь-якій формі».

## Відомі атеїсти
- Шокан Уалиханов[6] — учений, а також історик, етнограф, фольклорист, мандрівник і просвітник
- Сагадат Нурмагамбетов — генерал армії, перший міністр оборони незалежної Республіки Казахстан (1992—1995), Герой Радянського Союзу, Народний Герой Казахстану
- Султанмахмут Торайгиров[7] — видатний казахський поет-демократ
- Володимир Мезенцев — журналіст, письменник-публіцист, популяризатор науки і знань. Заслужений працівник культури, кандидат філософських наук. Республіки Казахстан
- Косарєв, Владислав Борисович